# (423) Diotima
(423) Diotima es un asteroide perteneciente al cinturón de asteroides descubierto el 7 de diciembre de 1896 por Auguste Honoré Charlois desde el observatorio de Niza, Francia.
Está nombrado en honor de Diotima, un personaje de la obra de Platón El banquete.